# منج السفلي (سروستان)
منج السفلی (بالفارسية: منج سفلی) هي قرية تقع في إيران في Sarvestan Rural District. يقدر عدد سكانها بـ 565 نسمة بحسب إحصاء 2016.